# Döbritschen
Döbritschen es un municipio situado en el distrito de Weimarer Land, en el estado federado de Turingia (Alemania). Tiene una población estimada, a fines de enero de 2023, de 225 habitantes.
Forma parte de la comunidad de municipios (verwaltungsgemeinschaft) de Mellingen.
Está ubicado cerca de las ciudades de Jena, Weimar y Erfurt —la capital del estado—.